# Meteorite lunare

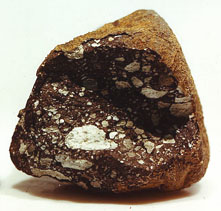
Meteorite lunare Allan Hills 81005

Le meteoriti lunari, dette anche lunaniti, sono delle meteoriti acondritiche che si sono originate dalla Luna e sono cadute sulla Terra. Questo può accadere come risultato di un forte impatto meteoritico sulla Luna in grado di far schizzare nello spazio dei frammenti rocciosi.
È importante sottolineare come il termine "meteorite lunare" non si riferisca né a meteoriti trovate effettivamente sulla superficie della Luna come ad esempio il meteorite Hadley Rille, né a rocce lunari portate sulla Terra dagli astronauti o da sonde automatiche.

## Abbondanza
Si tratta di un tipo di meteoriti piuttosto raro: nel Meteoritical Bulletin Database sono elencate infatti solo 387 meteoriti di questo tipo (ottobre 2019), per la maggior parte di massa totale conosciuta inferiore ai 100g. La più grande meteorite lunare classificata è Northwest Africa 12760, una singola roccia del peso di 58,09kg trovata nelle vicinanze di Tindouf (Algeria) nell'aprile del 2017.